# جريبوفسكي جي-28
طائرة جريبوفسكي جي-28 (بالروسية: Грибовский Г-28) هي طائرة تدريب خشبية من تصميم الطيار السوفيتي فلاديسلاف جريبوفسكي والتي صممها أثناء عمله في مكتب التصميم التجريبي-28، وسميت أيضًا بالسُنقُر (بالأوكرانية: кречет) نسبة لصقر القطب الجنوبي السُنقُر والمسمى أيضًا السُنقُور والشُنقُور، وهو أكبر الصقور حجمًا على الاطلاق.

## تطوير الطائرة[1][2]
تم تطوير الطائرة الخشبية ذات المقعد الواحد والجناح المنخفض، كمدربة قتالية، قُبَيل غزو ألمانيا للاتحاد السوفيتي عام 1941. اختار جريبوفسكي أن تكون معدات (منظومة) الهبوط صلبة ومكشوفة وتكون في الجهة السفلية لجسم الطائرة وأن تكون قمرة القيادة مغلقة. كما تم اختيار محرك رينو بنغالي إم في-6، يحتوي على 6 اسطوانات، والذي تم تصنيعه في الاتحاد السوفيتي بموجب ترخيص من الشركة الفرنسية رينو. يتكون تسليح الطائرة من رشاشين من طراز شكاس ShKAS (بالروسية: ШКАС) وكاميرا للرماية. وكانت ذخيرة الرشاش عيار 7.62 مللي متر، وكان أسرع رشاش من حيث معدل إطلاق نار من أي رشاش آخر استخدمته الطائرات خلال الحرب العالمية الثانية. وقد تم تصميم الرشاش من قبل بوريس شبيتالني وإرينارخ كوماريتسكي ودخل الإنتاج في عام 1934. تم استخدام رشاش شكاص في غالبية مقاتلات الاتحاد السوفيتي وحاملات القنابل، حيث تم حتى 1940 انتاج أكثر من 34 ألف قطعة، كما استخدم هذا الرشاش كأساس لمدفع شفاك ShVAK (بالروسية: ШВАК)، والذي كان يُستخدم لقذف القنابل. ولأغراض التدريب على إسقاط القنابل كان بإمكان الطائرة حمل ما يصل إلى 40 كجم من المقذوفات المسقطة.
تم تجميع الطائرة بداية ربيع عام 1941 وقامت بالرحلة التجريبية الأولى في 22 مايو 1941 بقيادة الطيار دبليو جافريلو. تحت إشراف معهد غروموف لبحوث الطيران GFRI (بالروسية: Летно-исследовательский институт, ЛИИ)، قام العديد من الطيارين الآخرين، من بينهم إم غروموف، بي ستيفانوفسكي و إه.جوماشيف باختبار الطائرة وقدموا مقترحات مفيدة لتطويرها. تم الانتهاء من اختبارات الطيران في غضون شهر، ثم تم اقتراح استخدام محرك إم دبليو-6أ MW-6A الأكثر قوة وأجريت الاختبارات على الطائرة مرة أخرى. عند إدخال الطائرة إلى الإنتاج، تم اعطائها التسمية TI-28 اختصارًا لـ Trenirovochni Istrebitel (المدربة القتالية). ولكن، مع بداية الغزو الألماني للاتحاد السوفيتي والذي سمي بـ الحرب الوطنية العظمى، وتحديدًا بعد شهر واحد بالضبط من الرحلة الأولى للطائرة، تم إخلاء معهد غروموف لبحوث الطيران (GFRI) وتوقف العمل في تطوير وإنتاج الطائرة، وتم نقل النموذج التجريبي الأول جواً إلى يكاترينبورج، حيث فقد أثره.
و نظرًا للمعطيات الجديدة التي فرضتها الحرب، فقد أصبحت أولوية جريبوفسكي هي إنتاج طائرة شراعية هجومية، وهي جريبوفسكي جي-29 (جي-29) المسماة أيضًا جي-11، بدلاً عن جريبوفسكي جي-28 (جي-28).

## البيانات الفنية للطائرة[1][3]
| الأوصاف                     | البيانات                                                      |
| --------------------------- | ------------------------------------------------------------- |
| الطول                       | 7.66 م                                                        |
| الباع                       | 9.00 م                                                        |
| ارتفاع                      | 2.80 م                                                        |
| جناح الطائرة                | 11.60 مترًا مربعًا                                              |
| امتداد الجناح               | 7.0                                                           |
| الكتلة الفارغة (بدون حمولة) | 897 كجم                                                       |
| الكتلة القصوى عند الإقلاع   | 1157 كجم                                                      |
| السرعة القصوى               | 303 كم / ساعة على ارتفاع 1600 م 275 كم / ساعة على مستوى الأرض |
| سرعة الانطلاق               | 226 كم / ساعة                                                 |
| سرعة الهبوط                 | 90.5 كم / ساعة                                                |
| مدة الإقلاع                 | 19.4 دقيقة عند 5000 متر                                       |
| مسافة دوران الإقلاع         | 280 م                                                         |
| نطاق                        | 500 كم                                                        |
| سقف الخدمة                  | 6600 م                                                        |
| نوع المحرك                  | رينو بنغالي MV-6                                              |
| قدرة الأداء                 | 220 حصان (حوالي 160 كيلو واط )                                |
| قوة الانطلاق                | 240 حصان (حوالي 180 كيلوواط)                                  |